# Лоренцо де Медічі
Лоренцо де Медічі, Лоренцо Пишний (італ. Lorenzo di Piero de' Medici, Lorenzo il Magnifico; 1 січня 1449 — 8 квітня 1492) — банкір, поет («Новела про Джакоппо»), правитель Флоренції між 1469 та 1492 роками, меценат; внук Козімо Медічі-старшого.

## Життєпис
Походив з роду Медічі. Син П'єро ді Козімо Медічі та Лукреції Торнабуоні. У 1469 році перебрав владу над Флоренцією у свого батька, закріпивши таким чином спадкове володарювання Флоренцією. Попервах володарював разом із своїм братом Джуліано. На відміну від останнього цікавився політичними справами та зміцненням влади Медічі, повсякчас придушуючи опозицію та демонструючи багатство та міць свого роду.
У 1478 році придушив змову роду Пацці, які користувалися підтримкою папи римського Сікста IV. Під час цього загинув брат Лоренцо — Джуліано. Скориставшись цим, він фізично знищив усіх політичних супротивників. Проте стратою архієпископа Пізи Франческо Сальвіаті викликав війну з папою римським та королем Неаполя. Ця війна тривала до 1480 року. Завдяки дипломатичним зусиллям Лоренцо Медічі вдалося встановити мир з Неаполем та Римом (допомогло також нашестя османських військ на південь Італії).
Відтоді присвятив себе внутрішнім справам Флоренції. Як і попередники, не мав титулу і називав себе лише «громадянином», проте інші мешканці міста ставилися до нього, як до монарха. Рівним собі визнавали Медічі й європейські монархи. Лоренцо зумів досягти укладання мирних угод між усіма потужними державами Італії — Флорентійською республікою, Папською областю, королівством Неаполітанським, герцогством Міланським та Венеційською республікою.
Наприкінці життя вимушений був вступити в ідеологічне протистояння з Джироламо Савонаролою, в результаті чого вплив Медічі зменшився.

## Родина
Дружина — Кларіче Орсіні
Діти:
- Лукреція (1470—1553)
- П'єро (1472—1503)
- Маддалена (1473—1519)
- Контессіна Беатріче (1474)

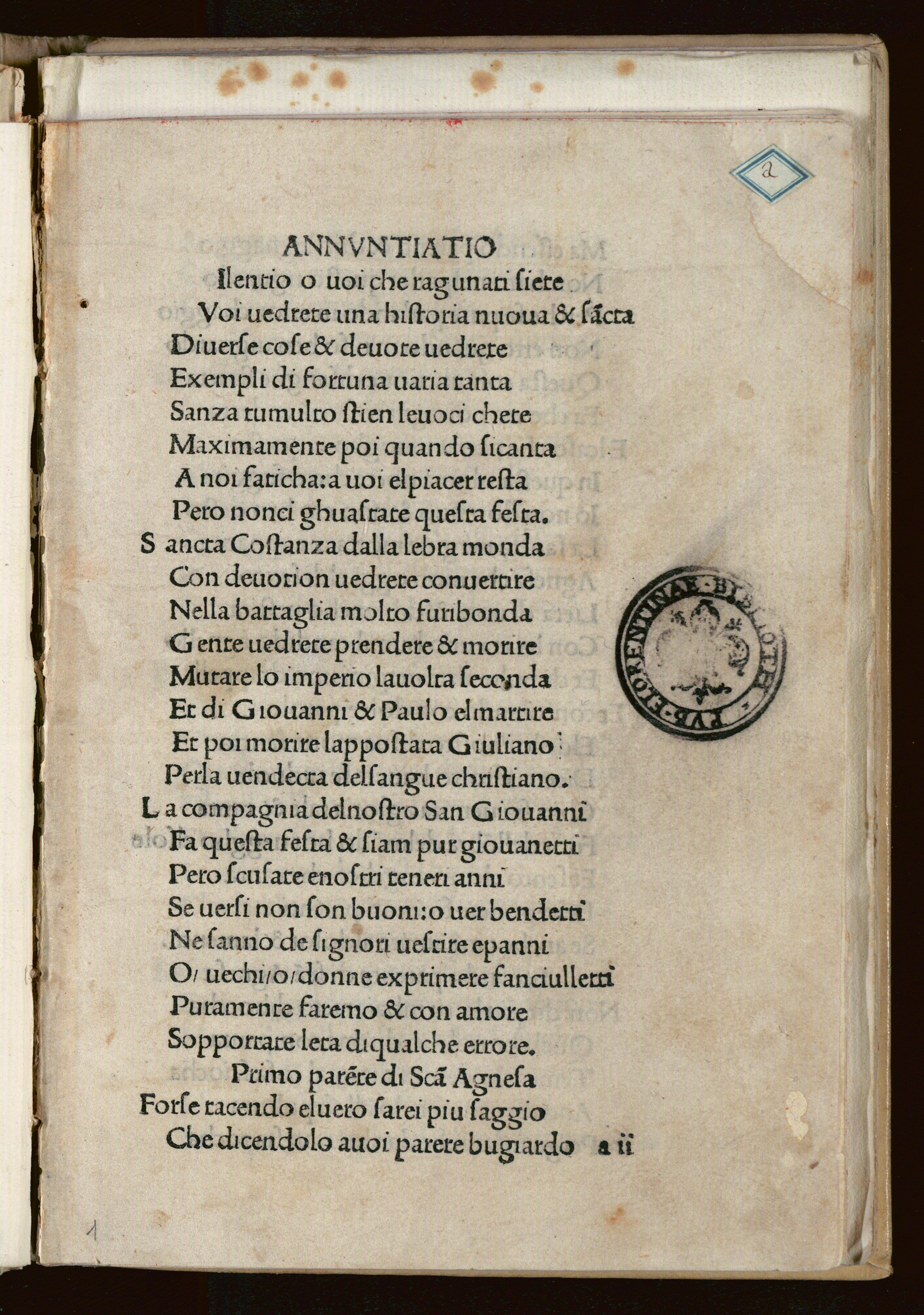
Rappresentazione dei santi Giovanni e Paolo

- Джованні (1475—1521) — Папа Римський Лев X
- Луїза (1477—1488)
- Контессіна (1478—1515)
- Джуліано (1479—1516)

Прийомний син:
- Джуліо ді Джуліано де Медічі (1478—1534) — Папа Римський Климент VII